# Milan Milutinović

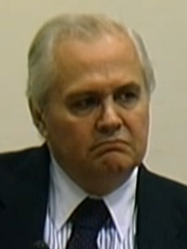
Milan Milutinovic, 2005

Milan Milutinović (serbisch-kyrillisch Милан Милутиновић; * 19. Dezember 1942 in Belgrad; † 2. Juli 2023 ebenda) war ein serbischer Politiker (Socijalistička Partija Srbije) und von 1998 bis 2002 Präsident der Teilrepublik Serbien innerhalb der Bundesrepublik Jugoslawien.

## Leben
Milutinović wuchs in einer kommunistisch geprägten Familie auf. Er studierte Rechtswissenschaften an der Universität Belgrad, wo er Slobodan Milošević kennenlernte, mit dem ihn seither eine enge Freundschaft verband. Während seines Studiums arbeitete er aktiv im Kommunistischen Jugendverband mit und trat der serbischen Sektion der Kommunistischen Partei bei.
Nach Abschluss seines Studiums war er unter anderem Abgeordneter in der Sozialpolitischen Kammer des Bundesparlaments von Jugoslawien, Republiksekretär für Erziehung und Wissenschaft in der serbischen Regierung und Abteilungsleiter im jugoslawischen Außenministerium. 1989 wurde Milutinović als Botschafter nach Athen entsandt und im August 1995 zum Außenminister ernannt. In den ersten Monaten seiner Amtszeit war er maßgeblich an den Verhandlungen zum Dayton-Vertrag beteiligt und bemühte sich in der Folgezeit um eine Reintegration des Landes in die europäische Staatengemeinschaft.
Am 7. Dezember 1997 kandidierte Milutinović für die Partei Socijalistička Partija Srbije für das Amt des Präsidenten der Republik Serbien. Es handelte sich bereits um den dritten Wahlgang, da die beiden bisherigen Kontrahenten Vojislav Šešelj und Zoran Lilić weder die Wahl vom 21. September noch die Stichwahl vom 5. Oktober für sich hatten entscheiden können. Milutinović ersetzte Lilić beim dritten Wahlgang, doch konnte erneut keiner der Kandidaten die absolute Mehrheit der Stimmen erzielen. Erst bei der Stichwahl am 21. Dezember 1997 wurde Milutinović mit 59,23 % der Stimmen gewählt.
Die Rolle Milutinovićs als Präsident der Republik Serbien war aufgrund der Machtstellung Miloševićs gering. Er galt als farbloser und unbedingt loyaler Mitarbeiter Miloševićs.
Am 24. Mai 1999 (veröffentlicht am 27. Mai 1999) erhob der Internationale Strafgerichtshof für das ehemalige Jugoslawien in Den Haag Anklage gegen Milutinović wegen Verfolgung der kosovoalbanischen Zivilbevölkerung aus politischen, rassischen und religiösen Gründen, Mord und Deportation. Als Präsident der Republik Serbien genoss Milutinović jedoch politische Immunität. Nachdem das serbische Parlament am 11. April 2002 ein Gesetz verabschiedet hatte, das die Überstellung mutmaßlicher Kriegsverbrecher nach Den Haag regelte, kam Milutinović mit Ablauf seiner Amtszeit einer Auslieferung zuvor, indem er sich am 20. Januar 2003 freiwillig dem Internationalen Strafgerichtshof stellte. Milutinović erschien am 27. Januar 2003 zum ersten Mal vor dem Gerichtshof. Er erklärte sich für unschuldig und argumentierte, als Präsident Serbiens nur wenig reale Macht gehabt zu haben. Zudem wies er auf seine gesundheitlichen Probleme hin.
Der Prozess gegen Milutinović begann am 10. Juli 2006. Mit ihm wurden Nikola Šainović, Dragoljub Ojdanić, Nebojša Pavković, Vladimir Lazarević und Sreten Lukić angeklagt. Während Šainović, Pavković und Lukić zu jeweils 22 Jahren Haft und Lazarević und Ojdanić zu jeweils 15 Jahren Haft verurteilt wurden, wurde Milutinović bei der Urteilsverkündung am 26. Februar 2009 freigesprochen, da das Gericht seine Schuld als nicht hinreichend erwiesen ansah.